# 白崎ゆりあ
白崎 ゆりあ（しらさき ゆりあ、1996年5月20日 - ）は、日本の女優、タレント、モデル、ラウンドガールである。山形県出身。

## 来歴
1996年、山形県で、FBI捜査官でアメリカ人の父と日本人の母との間に生まれる。
小学生の時、原宿でスカウトされ子役としてドラマなどに出演。中学受験のため芸能活動を中断。
中学生の時、渋谷で再度スカウトされて芸能活動を再開する。モデルとして活動したが、アメリカの中学校に転校するため日本での芸能活動を再度中断する。
家庭の事情で、東京学芸大学附属竹早中学校・豊島岡女子学園高等学校・日本医科大学などを含む、多くの国内外の中学・高校・大学に通う。
その後、事務所へ入り芸能界での活動を再開した。
2024年8月22日、LifeTime Boxing Fights23 WBOアジアパシフィックスーパーフェザー級王座決定戦でラウンドガールを務め、その容姿と存在感で注目をあびる

## 人物
趣味は茶道。華やかで目立つ容姿と、繊細な声やおとなしい性格にギャップがある。

## 出演

### モデル
- Hana*chu→（2009年）[1]

### ラウンドガール
- ラウンドガール＠後楽園ホール（2024年8月8日）

### イメージガール
- ライフストック（2024年）

### 映画
- The Dedication（2024年）[1]
- 逃走中 THE MOVIE:TOKYO MISSION（2024年）[1]

### CM
- ソフトバンク（2024年）

### TV
- チコちゃんに叱られる!（2024年）

### DVD
- CONNECT-覇者への道-（2024年）